# Indetectables
Indetectables es una serie de cortometrajes autoconclusivos sobre salud sexual donde se abordan temas como el VIH, la PrEP, la serofobia, los prejuicios sobre la transexualidad o las infecciones de transmisión sexual entre mujeres. La primera temporada lleva por título "Sexo, drogas y tú" y se encuentra disponible de forma gratuita en internet. Actualmente se trabaja en la producción de los cinco capítulos siguientes que se estrenarán bajo el título "Estigma".

## Historia
La idea de la serie tiene lugar durante una entrevista a la ONG Apoyo Positivo por parte del medio LGTB Estoybailando.com donde se habló sobre la serofobia, el miedo que existe todavía a las personas que viven con el VIH, y la falta de información sobre su realidad. El nombre de la serie hace referencia a las "personas indetectables", aquellas cuya cantidad de virus en sangre en tan pequeña que hace imposible su transmisión
Tras varias reuniones, se contactó con diferentes guionistas y directores que colaboraron de forma totalmente desinteresada: Sonia Sebastián, Guillem Clua, Antonio Hernández Centeno, Juan Flahn, Paco Tomás, Afi Oco, Abril Zamora, Fernando Gamero y Roberto Pérez Toledo. Concebida inicialmente como una pequeña webserie, el proyecto creció para terminar desarrollándose como una serie de cortometrajes.
La primera temporada se presentó el 27 de marzo en el Teatro La Latina de Madrid y estrenó su primer episodio el 19 de abril en Flooxer, la plataforma en línea de A3Media.

## Primera Temporada: "Sexo, drogas y tú"
Capítulo 1: Yo también
Tras recibir un diagnóstico de hepatitis, Lina debe contactar con sus anteriores parejas sexuales (también mujeres) para decirles que deben hacerse un chequeo. El problema llegará cuando debe hablar con su ex, con quien todavía tiene algún asunto pendiente.
Capítulo 2: Renovarse o morir
Una pareja de chicos decide organizar una chemsex (fiesta de sexo y drogas) en su chalet en el campo. A los invitados les ponen una única condición: solo puede haber sexo seguro. Sin embargo, no todo el mundo parece estar dispuesto a respetar las normas.
Capítulo 3: La evidencia
La aparición del cadáver de una mujer trans destapa los prejuicios del inspector de policía que lleva la investigación, que también debe enfrentarse a la dosis de realidad que le ofrece su compañera.
Capítulo 4: Alto riesgo
Tras la aparición del cadáver del capítulo anterior, el inspector de policía acude al hospital para solicitar el tratamiento de emergencia para el VIH, la PEP.
Capítulo 5: In the wall
Una joven seropositiva se ha aislado del mundo para evitar involucrarse en relaciones sentimentales. Una noche, en una discoteca, y gracias a su mejor amiga, se dará cuenta de que la realidad no es como ella cree.

## Segunda Temporada: "Estigma"
Capítulo 6: Chenoa's fault
La hermana de un joven seropositivo culpa a la cantante Chenoa de la enfermedad de su hermano.

## Ficha de episodios
| Número | Fecha de estreno | Episodio          | Dirección                 | Guion                     | Intérpretes                                                                                  |
| ------ | ---------------- | ----------------- | ------------------------- | ------------------------- | -------------------------------------------------------------------------------------------- |
| 1x01   | 19/04/2017       | Yo también        | Sonia Sebastián           | Guillem Clua              | Maggie Civantos, María Hervás, Eulalia Ramón, Jaume Ulled                                    |
| 1x02   | 26/04/2017       | Renovarse o morir | Antonio Hernández Centeno | Antonio Hernández Centeno | Raúl Tejón, Alex Forriols, Borja Maestre                                                     |
| 1x03   | 03/05/2017       | La evidencia      | Juan Flahn                | Paco Tomás                | Jorge Monje, Fanny Condado, Malena Gracia, Adrián López                                      |
| 1x04   | 10/05/2017       | Alto riesgo       | Juan Flahn                | Paco Tomás                | Jorge Monje, César Mateo, Mariola Fuentes, Candela Peña, Julieta Serrano, Malena Gracia      |
| 1x05   | 17/05/2017       | In the wall       | Afi Oco                   | Afi Oco                   | Marina Salas, Berta Hernández, César Mateo, Santa Kyra                                       |
| 2x01   | Inédito          | Chenoa's fault    | Abril Zamora              | Abril Zamora              | Lorena López, Abril Zamora, Bruno Silva                                                      |
| 2x02   | Inédito          | Volcánica         | Alberto Velasco           | Alberto Velasco           | Aitana Sánchez-Gijón, Ana Otero, Carmen del Conte, Jorge Calvo, Ángel Saavedra, Luis Bermejo |

## Música
La sintonía original de la serie, "Indetectable", es interpretada por La Prohibida y Fran Loud, siendo este último el compositor de la misma.